# Port lotniczy Chelinda
Port lotniczy Chelinda – port lotniczy zlokalizowany w mieście Chelinda, w Malawi.